# Jazzara Jaslyn
Jazzara Jaslyn, pseudonimo di Jazzara Pienaar (Città del Capo, 8 novembre 1991), è un'attrice sudafricana.

## Biografia
Jazzara Jaslyn è nata a Città del Capo, in Sudafrica, laureandosi in lettere all'Università di Città del Capo nel 2014. Contemporaneamente interpreta un ruolo ricorrente nella serie televisiva League of Glory, che le conferisce una certa notorietà in patria portandola, successivamente, a venire scritturata nel cast di A Cinderella Story: Se la scarpetta calza. Dal 2020 al 2022 ha vestito i panni di Jane Swann nella serie televisiva Professionals, prodotta e interpretata da Tom Welling, mentre dal 2021 al 2023 ha interpretato Miranda Hugo in Lioness e, al termine di quello stesso anno, appare in cinque episodi di Warrior. Il 25 giugno 2024 viene annunciato il suo ingresso nel cast dell'adattamento live action Netflix di One Piece nel ruolo di Miss Valentine a partire dalla seconda stagione.

## Filmografia

### Cinema
- Keys, Money, Phone, regia di Roger Young II - cortometraggio (2014)
- A Cinderella Story: Se la scarpetta calza (A Cinderella Story: If the Shoe Fits), regia di Michelle Johnston (2016)
- Ander Mens, regia di Quentin Krog (2018)
- This Country Is Lonely, regia di Jaco Bouwer - cortometraggio (2019)
- Girl You Know It's True, regia di Simon Verhoeven (2023)
- A Family Affair,  regia di Warren Fischer (2024)

### Televisione
- League of Glory - serie TV, 11 episodi (2010)
- Origini: l'odissea dell'umanità (Origins: The Journey of Humankind) - serie TV, episodio 1x01 (2017)
- Castle & Castle - serie TV, episodio 1x03 (2018)
- Welcome to Murdertown - serie TV, episodio 1x06 (2018)
- Professionals - serie TV, 10 episodi (2020-2022)
- Lioness - serie TV, 11 episodi (2021-2023)
- FDR - serie TV, episodio 1x01 (2023)
- Warrior - serie TV, 5 episodi (2023)
- One Piece - serie TV (2026)

## Doppiatrici italiane
Nelle versioni in italiano delle opere in cui ha recitato, Jazzara Jaslyn è stata doppiata da:
- Eva Padoan in Warrior